# Pfühlstraße 51 (Heilbronn)

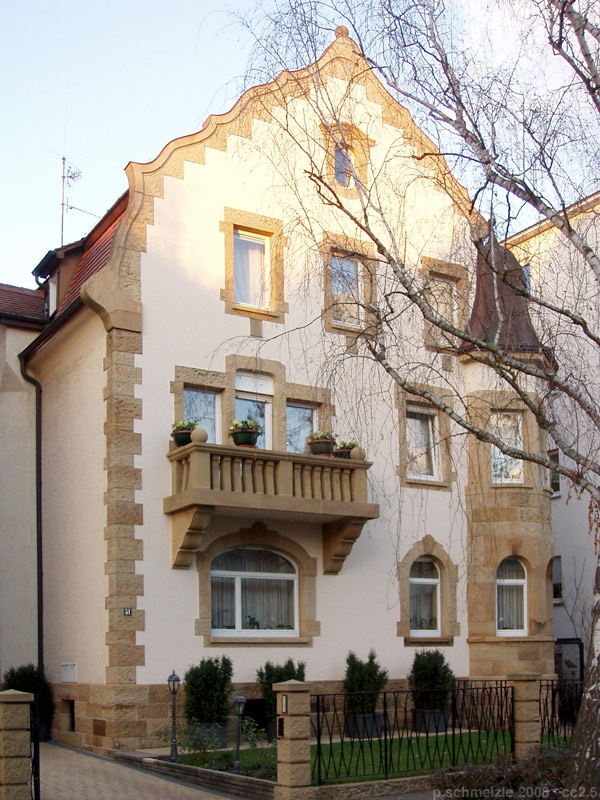
Wohnhaus in der Pfühlstraße 51 in Heilbronn

Das Wohnhaus Pfühlstraße 51 in Heilbronn ist ein denkmalgeschütztes Gebäude.

## Beschreibung
Das zweieinhalbgeschossige Wohnhaus an der Pfühlstraße 51 wurde 1910 für Louise Müller nach Plänen des Böckinger Architekten Karl Vogler gebaut. Das Wohnhaus für „gehobene Ansprüche“ bedient sich an der zeitgenössischen barockisierenden Villenarchitektur und zeigt dies durch den Einsatz von geschweiftem Giebel mit Voluten und Mansarddach. Das „villenartige“ Wohnhaus ist asymmetrisch gestaltet und weist einen Turmerker an einer Ecke des Hauses auf.

## Geschichte
1950 gehörte das Haus dem Maschinenbauer Heinz Müller, und auch die Witwe Elise Müller wohnte noch darin. Die Wohnungen im ersten und zweiten Obergeschoss waren vermietet. 1961 hatte das Gebäude der Kaufmann Friedrich Hörtkorn erworben, der im ersten Obergeschoss lebte. Im Erdgeschoss war die Praxis des Arztes Gottfried Fischer, im zweiten Obergeschoss waren zwei Wohnungen vermietet.